# Microgonia
Microgonia là một chi bướm đêm thuộc họ Geometridae.